# Padang Manis (Wonosobo)
Padang Manis is een bestuurslaag in het regentschap Tanggamus van de provincie Lampung, Indonesië. Padang Manis telt 952 inwoners (volkstelling 2010).